# Royal Revolt 2
Royal Revolt 2 — аркадная стратегия с 3D-графикой, разработанная для ОС Android, iOS, Windows Phone (с выходом Windows 8 доступна также на ПК в Microsoft Store). Является продолжением Royal Revolt!, в отличие от которой стала многопользовательской.

## Игровой процесс
Задача игрока — защитить свой замок от нападающих врагов и не дать им захватить королевство. Та же можно нападать на замки других принцев.

## Сюжет
Принц прошел долгий путь, чтобы узнать о том, что он не единственный, кто заявляет о своем праве на трон. Теперь ему нужно найти замок, где можно будет начать собирать свои силы, и сражаться, чтобы доказать миру, кто в действительности является настоящим королём.

## Награды
- Одна из лучших мобильных игр 2014 года — награда среди разработчиков игр в Германии[2].